# Raiders of the Lost Ark (jogo eletrônico)
Raiders of the Lost Ark é um jogo eletrônico criado para o Atari 2600 e baseado no filme homônimo. O jogo foi desenvolvido por Howard Scott Warshaw.

## Recepção
A Video Games, em 1983, chamou Raiders de "um jogo de aventura mais complexo" do que E.T., que fora lançado ao mesmo tempo. A revista fez nota de que a documentação estava incompleta, e aconselhou os jogadores a experimentar múltiplas formas de progredir. A Electronic Games afirmou que o jogo "não se iguala à sua inspiração ... não é excelente em empolgação", e foi inferior a Pitfall!.